# Serendib volans
Serendib volans là một loài nhện trong họ Corinnidae.
Loài này thuộc chi Serendib. Serendib volans được Christa L. Deeleman-Reinhold miêu tả năm 2001.